# Caffeato O-metiltransferasi
La caffeato O-metiltransferasi è un enzima appartenente alla classe delle transferasi, che catalizza la seguente reazione:
S-adenosil-L-metionina + 3,4-diidrossi-trans-cinnamato ⇄ S-adenosil-L-omocisteina + 3-methossi-4-idrossi-trans-cinnamato
La 3,4-diidrossibenzaldeide ed il catecolo possono fungere da accettori, ma più lentamente.